# Edgar Brasil
Edgar Hauschildt (Hamburgo, 21 de junho de 1902 – Cruzeiro, 4 de janeiro de 1954), conhecido como Edgar Brasil, foi um diretor de fotografia brasileiro. É conhecido como o patrono dos diretores de fotografia pelo seu trabalho com o filme Limite (1931).

## Biografia
Nasceu em Hamburgo na Alemanha e foi no Rio de Janeiro pela sua mãe, Maria Hauschildt. Seu pai era o fazendeiro Cornélio de Souza Lima, com quem teve pouco contato.
Brasil tem uma curta carreira no Tiro de Guerra, alistando-se aos 18 anos e terminando como cabo em 1923. Nesse mesmo ano, inicia um trabalho como tradutor na Inspetoria para Profilaxia da Lepra e Doenças Venéreas. É lá onde conhece Haroldo Mauro, irmão do cineasta Humberto Mauro. É pela influência de Haroldo que Edgar entra no universo do cinema. Pouco tempo depois, em 1925, compra sua primeira câmera fotográfica. Em 1927 vai para Cataguases, onde inicia, com Humberto Mauro, sua carreira no cinema.
Em Cataguases, Edgar realiza a direção de fotografia dos filmes Brasa Dormida (1928) e Sangue Mineiro (1930). Pouco depois retorna ao Rio de Janeiro e é convidado pela atriz e produtora Carmen Santos para filmar Lábios sem Beijos. 

"Para o professor Carlos Augusto Calil esses filmes foram o seu aprendizado na profissão: “Ele imediatamente se destacou pela segurança, inesperada num iniciante, e pelo enquadramento rigoroso, que contribuía para a fluência narrativa desses filmes”. Heffner menciona que Humberto Mauro havia dito que ia trazer um grande fotógrafo do Rio e ficou constrangido em dizer que ele não entendia nada de cinema, mas resolveu correr o risco. “Se você comparar as primeiras imagens feitas por Edgar, no Jockey Club do Rio, com o que sobrou da época, ele já estava no padrão do cinema brasileiro do período e, em alguns momentos, até apresentava uma criação estética mais sofisticada, embora nos primeiros anos ele ainda cometesse muitos erros. Ele já tinha talento suficiente, não só pra se inserir, mas também pra ultrapassar o estágio de criação fotográfica que existia naquele momento. E ele foi incorporado”, complementa o pesquisador." Artigo da Associação Brasileira de cinematografia, Autor Desconhecido - Edgar Brasil: O Patrono Dos Diretores De Fotografia Brasileiros 
Em seguida, é convidado por Mário Peixoto para fazer Limite, que viria a ser uma das mais importantes obras do cinema nacional. Na sequência, começa a direção de fotografia do filme Onde a Terra Acaba, com Mário Peixoto e Carmen Santos. O filme não foi concluído e mais tarde o projeto seria retomado por Santos, entregando a direção para Otávio Gabus Mendes, e estrearia na capital carioca em 16 de outubro de 1933. A principal razão pelo abandono do projeto se deve a saida do diretor após uma serie de conflitos com a produtora e a magnitude do projeto. Originalmente, o projeto seria uma adaptação do romance Senhora de José de Alencar. As filmagens foram realizadas na ilha da Mangaratiba contando com uma enorme equipe técnica. Peixoto e Santos discordavam sobre o preciosismo a ser dado as imagens. Entretanto, em 1958, grande parte do material se perdeu em um incêndio no estudio da Brasil Vita Filmes. O que resta pode ser visualizado no documentário Onde a terra acaba, dirigdo por Sérgio Machado.
Brasil é então convidado por Adhemar Gonzaga ao cargo de principal diretor de fotografia do estúdio Cinédia. Dá-se, assim, uma virada em sua carreira, migrando dos filmes em locação, praticamente com luz natural, para o cinema de estúdio, com trabalhos mais complexos de iluminação.
Durante cinco anos, Brasil realiza filmes como: Alô, alô, Brasil (1935), Estudantes (1935) e Bonequinha de Seda (1936), este último sendo o primeiro a usar grua, desenhada por ele próprio. Edgar Brasil deixa então a Cinédia para trabalhar para Carmen Santos na Brasil Vita Filmes e na Sonofilms.
Desse período, seu trabalho mais relevante é Inconfidência Mineira (1948), Dirigido, produzido e protagonizado por Carmem Santos. Igualmente relevante é o seu contato com Watson Macedo.
Em 1942 ele funda o laboratório fotográfico A Figura, através do qual presta serviços de fotografia e produz pesquisas sobre cor. Em 1943 é convidado por Moacyr Fenelon para trabalhar na Atlântida, tornando-se o primeiro diretor do estúdio. Lá ele realiza a fotografia de filmes como Moleque Tião (1943), Gente Honesta (1944), Terra Violenta (1948) e Aviso aos Navegantes (1950). Nesse período ele conhece e trava amizade com o cineasta Roberto Farias.
Em seguida inicia-se o trabalho de Edgar Brasil na companhia paulista Vera Cruz, onde trabalha em filmes como Veneno (1952) e Candinho (1954).
Em 1953, é convidado pelo cineasta Alberto Cavalcanti para dirigir a fotografia de seu filme Mulher de Verdade, na Kino Filmes. Porém, não tem tempo de concluir o trabalho. Morre num acidente de carro na Via Dutra, em 04 de janeiro de 1954.

## Limite(1931)

Cartaz do Filme Limite

De tantos filmes em sua cinematografia, um dos sobreviventes é o longa Limite, dirigido por Mário Peixoto. Foi filmado em 1930 e lançado somente em 1931. Na época, o filme não teve grande sucesso comercial, ainda que tenha sido aplaudido por suas qualidades artísticas. Por ter permanecido indisponível por muitos anos, muito se falou sobre o mito de Limite. Quando o filme ressurgiu, recebeu uma enxurrada de críticas positivas, tornado-se um dos filmes brasileiros mais importantes já feitos, reconhecido nacional e internacionalmente.
Edgar Brasil entrou no projeto por intermédio de Humberto Mauro, a quem Mário Peixoto ofereceu o roteiro. O cineasta rejeitou, ainda que tivesse gostado do texto, mas sem antes indicar Brasil para o posto de fotógrafo.
A revista Cinearte cobriu todo o processo de realização do longa, colocando fotografias das filmagens que mostravam Brasil experimentando com a câmera. Dentre essas experimentações, Brasil usou pela primeira vez filtros nas lentes da câmera. Ele também se inspirou no filme de Fritz Lang, Metrópolis, para criar uma prancha de madeira que permitisse movimentos de aproximação e afastamento, bem como subir ou descer a altura da câmera.
Em Limite, Mário Peixoto buscou recriar o ritmo da natureza, ao mesmo tempo em que criava uma dicotomia entre aproximação da natureza versus desnaturalização da imagem. Para isso, pediu que Brasil fotografasse diversos planos usando câmera lenta ou acelerada, criando um ritmo único para a narrativa.
Foi por meio de Brasil que Carmen Santos faria uma participação em Limite. O fotógrafo trabalhava nos negativos em um laboratório localizado no porão da casa da produtora, com quem cultivava uma amizade profunda. Carmen tomou interesse pelo filme e pelo peculiar estilo do jovem diretor e incubiu Brasil de apresenta-los. Sua intenção seria a contratação de Peixoto para o proximo projeto. O diretor, a fim de testar a motivação da produtora, exigira que a vaidosa mulher participasse de uma das cenas do filme, sem qualquer sombra da glamour ou reconhecimento. Santos cumpriria com a exigência e participaria como uma mocinha no caís, ao fim da obra. 
Edgar Brasil estava na equipe do que seria o segundo filme de Mário Peixoto, Onde A Terra Acaba, produzido por Carmen Santos. No entanto, o projeto não teve continuidade, bem como diversos outros filmes de Peixoto que não passaram de roteiros. Como Peixoto abandonou a realização cinematográfica, não voltaram a trabalhar juntos. Após o filme, Brasil ainda teria uma brilhante carreira pela frente, já que filmou Limite com apenas 28 anos.

## Os Estilos de Edgar Brasil
A carreira de Edgar Brasil foi voltada majoritariamente para o cinema de estúdio. Por isso, em cada companhia que esteve encontrou diferentes recursos e por isso desenvolveu diferentes tipos de cinema. Enquanto esteve na Cinédia desenvolveu um estilo muito parecido ao hollywoodiano, com elementos e traços de um cinema Art Decó, se voltando para uma cinematografia clássica. Já na Atlântida, devido a limitação técnica Edgar teve um cinema que fazer um cinema mais básico e contido.
É na Vera Cruz e na Kino Filmes que Brasil volta ao trabalho de estúdio de forma criativa e novamente com influências do cinema norte-americano, através da iluminação expressionista que lembrava os filme noir hollywoodianos.

## Filmografia
| Ano  | Obra                                              | Função                             | Diretor                                                        | Elenco Principal                                        |
| ---- | ------------------------------------------------- | ---------------------------------- | -------------------------------------------------------------- | ------------------------------------------------------- |
| 1954 | Mulher de Verdade                                 | Diretor de Fotografia              | Alberto Cavalcanti                                             | Carlos Araújo, Adoniran Barbosa, Inezita Barroso        |
| 1954 | Candinho                                          | Diretor de Fotografia              | Abilio Pereira de Almeida                                      | Amácio Mazzaropi, Marisa Prado, Ruth de Souza           |
| 1952 | Barnabé, Tu És Meu                                | Diretor de Fotografia              | José Carlos Burle                                              | Oscarito, Grande Otelo, Fada Santoro                    |
| 1952 | É Fogo na Roupa                                   | Diretor de Fotografia              | Watson Macedo                                                  | Ankito, Violeta Ferraz, Heloísa Helena                  |
| 1952 | Era uma Vez um Vagabundo                          | Diretor de Fotografia              | Luiz de Barros                                                 | Augusto Aníbal, Noel Carlos, Aparecida de Castro        |
| 1952 | O Rei do Samba                                    | Diretor de Fotografia              | Luiz de Barros                                                 | Cidália Alves, Valéria Amar, Filomena Bandeira          |
| 1952 | Veneno                                            | Diretor de Fotografia              | Gianni Pons                                                    | Leonora Amar, Anselmo Duarte, Zbigniew Ziembinski       |
| 1951 | Maior Que o Ódio                                  | Diretor de Fotografia              | José Carlos Burle                                              | Anselmo Duarte, Ilka Soares, José Lewgoy                |
| 1950 | A Sombra da Outra                                 | Diretor de Fotografia              | Watson Macedo                                                  | Eliana Macedo, Anselmo Duarte, Cecy Medina              |
| 1950 | Aviso aos navegantes                              | Diretor de Fotografia              | Watson Macedo                                                  | Oscarito, Grande Otelo, Eliana Macedo                   |
| 1950 | Não É Nada Disso                                  | Diretor de Fotografia              | José Carlos Burle, Watson Macedo                               | Humberto Catalano, Modesto De Souza, Marion             |
| 1949 | Também Somos Irmãos                               | Diretor de Fotografia              | José Carlos Burle                                              | Grande Otelo, Aguinaldo Camargo, Vera Nunes             |
| 1948 | É Com Este Que Eu Vou                             | Diretor de Fotografia              | José Carlos Burle                                              | Oscarito, Grande Otelo, Humberto Catalano               |
| 1948 | E o Mundo se Diverte                              | Diretor de Fotografia              | Watson Macedo                                                  | Oscarito, Grande Otelo, Alberto Ruschel                 |
| 1948 | Falta Alguém no Manicômio                         | Diretor de Fotografia              | José Carlos Burle                                              | Oscarito, Vera Nunes, Modesto De Souza                  |
| 1948 | Inconfidência Mineira                             | Diretor de Fotografia              | Carmen Santos                                                  | Rodolfo Mayer, Carmen Santos, Roberto Lupo              |
| 1948 | Terra Violenta                                    | Diretor de Fotografia              | Edmond F. Bernoudy (as Edmond Francis Bernoudy), Paulo Machado | Anselmo Duarte, Celso Guimarães, Graça Mello            |
| 1947 | Asas do Brasil                                    | Diretor de Fotografia              | Moacyr Fenelon                                                 | Celso Guimarães, Mary Gonçalves, Paulo Porto            |
| 1947 | Este Mundo É um Pandeiro                          | Diretor de Fotografia              | Watson Macedo                                                  | Oscarito, Humberto Catalano, Olga Latour                |
| 1947 | Luz dos Meus Olhos                                | Diretor de Fotografia              | José Carlos Burle                                              | Cacilda Becker, Celso Guimarães, Grande Otelo           |
| 1946 | Fantasma Por Acaso                                | Diretor de Fotografia              | Watson Macedo                                                  | Mesquitinha, Grande Otelo, Humberto Catalano            |
| 1946 | Segura Esta Mulher                                | Diretor de Fotografia              | Watson Macedo                                                  | Mesquitinha, Grande Otelo, Humberto Catalano            |
| 1946 | Sob a Luz do Meu Bairro                           | Diretor de Fotografia              | Moacyr Fenelon                                                 | César Ladeira, Milton Carneiro, Humberto Catalano       |
| 1945 | Vidas Solidárias                                  | Diretor de Fotografia              | Moacyr Fenelon                                                 | Mário Brasini, Vanda Lacerda, Mary Gonçalves            |
| 1945 | O Gol da Vitória                                  | Diretor de Fotografia              | José Carlos Burle                                              | Jorge Amaral, Cléa Barros, João Cabral                  |
| 1945 | Não Adianta Chorar                                | Diretor de Fotografia              | Watson Macedo                                                  | Oscarito, Grande Otelo, Mary Gonçalves                  |
| 1944 | Gente Honesta                                     | Diretor de Fotografia              | Moacyr Fenelon                                                 | Oscarito, Mário Brasini, Vanda Lacerda                  |
| 1944 | Romance de um Mordedor                            | Diretor de Fotografia              | José Carlos Burle                                              | Maria Batista, Iris Belmonte, Emilinha Borba            |
| 1944 | É Proibido Sonhar                                 | Diretor de Fotografia              | Moacyr Fenelon                                                 | Mesquitinha, Lourdinha Bittencourt, Mário Brasini       |
| 1943 | Moleque Tião                                      | Diretor de Fotografia              | José Carlos Burle                                              | Grande Otelo, Custódio Mesquita, Sara Nobre             |
| 1943 | Tristezas Não Pagam Dívidas                       | Diretor de Fotografia              | José Carlos Burle, Ruy Costa                                   | Jaime Costa, Itala Ferreira, Oscarito                   |
| 1943 | Entra na Farra                                    | Diretor de Fotografia              | Luiz de Barros                                                 | Arnaldo Amaral, Carlos Barbosa, Dircinha Batista        |
| 1941 | Barulho na Universidade (Short)                   | Diretor de Fotografia              | Watson Macedo                                                  | -                                                       |
| 1941 | Céu azul                                          | Diretor de Fotografia              | Ruy Costa                                                      | Jaime Costa, Heloísa Helena, Oscarito                   |
| 1940 | O Culpado (Short)                                 | Diretor de Fotografia              | Milton Rodrigues                                               | Roberto Lupo, Milton Marinho, Antonieta Matos           |
| 1940 | O Madeireiro (Short)                              | Diretor de Fotografia              | Milton Rodrigues                                               | Alice Archambeau, Milton Marinho, Antonieta Matos       |
| 1940 | Direito de Pecar                                  | Diretor de Fotografia              | Leo Marten                                                     | César Ladeira, Nilza Magrassi, Sara Nobre               |
| 1939 | Futebol em Família                                | Diretor de Fotografia              | Ruy Costa                                                      | Jaime Costa, Dircinha Batista, Grande Otelo             |
| 1939 | Banana-da-Terra                                   | Diretor de Fotografia              | Ruy Costa                                                      | Dircinha Batista, Oscarito, Aloysio de Oliveira         |
| 1938 | Tererê Não Resolve                                | Diretor de Fotografia              | Luiz de Barros                                                 | Alvarenga, María Amaro, Carlos Barbosa                  |
| 1937 | Mulher que passa (Short)                          | Diretor de Fotografia              | Adhemar Gonzaga                                                | Odilon Azevedo, Dulcina de Moraes, Mário Salaberry      |
| 1937 | O Samba da Vida                                   | Diretor de Fotografia              | Luiz de Barros                                                 | Jaime Costa, Manoelino Teixeira, Pinto Filho            |
| 1936 | Bonequinha de Seda                                | Diretor de Fotografia              | Oduvaldo Vianna                                                | Gilda de Abreu, Delorges Caminha, Conchita de Moraes    |
| 1936 | O Jovem Tataravô                                  | Diretor de Fotografia              | Luiz de Barros                                                 | Albertina, Emílio Amoroso, Manuel F. Araujo             |
| 1936 | Carioca Maravilhosa                               | Diretor de Fotografia              | Luiz de Barros                                                 | Carlos Vivan, Nina Marina, Pedro Dias                   |
| 1936 | Alô Alô Carnaval                                  | Diretor de Fotografia              | Adhemar Gonzaga                                                | Jaime Costa, Barbosa Júnior, Pinto Filho                |
| 1935 | Alô, Alô, Brasil                                  | Diretor de Fotografia              | Adhemar Gonzaga                                                | Almirante, Ary Barroso, Aurora Miranda \|               |
| 1935 | Estudantes                                        | Diretor de Fotografia              | Wallace Downey                                                 | Carmen Miranda, Barbosa Júnior, Mesquitinha             |
| 1933 | Como Se Faz Um Jornal Moderno (Documentary short) | Diretor de Fotografia              | Adhemar Gonzaga                                                | Pery Ribas                                              |
| 1933 | Marambaia (Documentary short)                     | Diretor de Fotografia              | Humberto Mauro                                                 | -                                                       |
| 1933 | Onde a Terra Acaba                                | Diretor de Fotografia              | Otavio Gabus Mendes                                            | Carmen Santos, Celso Montenegro, Augusta Guimarães      |
| 1933 | Ganga Bruta                                       | Diretor de Fotografia              | Humberto Mauro                                                 | Durval Bellini, Dea Selva, Lu Marival                   |
| 1933 | A Première de Grande Hotel (Documentary short)    | Diretor de Fotografia              | Humberto Mauro                                                 |                                                         |
| 1933 | A Voz do Carnaval                                 | Diretor de Fotografia              | Adhemar Gonzaga, Humberto Mauro                                | Pablo Palitos, Paulo de Oliveira Gonçalves, Elsa Moreno |
| 1931 | Limite                                            | Diretor de Fotografia              | Mario Peixoto                                                  | Olga Breno, Tatiana Rey, Raul Schnoor                   |
| 1929 | Sangue mineiro                                    | Diretor de Fotografia              | Humberto Mauro                                                 | Maury Bueno, Ernani de Paula, Pedro Fantol              |
| 1928 | Braza Dormida                                     | Diretor de Fotografia              | Humberto Mauro                                                 | Nita Ney, Luís Soroa, Máximo Serrano                    |
| 1948 | Falta Alguém no Manicômio                         | Diretor de Fotografia              | José Carlos Burle                                              | Oscarito, Vera Nunes, Modesto De Souza                  |
| 1931 | Limite                                            | Atua como Homem Dormindo no cinema | Mário Peixoto                                                  | Olga Breno, Tatiana Rey, Raul Schnoor                   |
| 1929 | Barro Humano                                      | Atua como Figurante No baile       | Adhemar Gonzaga                                                | Gracia Morena, Lelita Rosa, Eva Schnoor                 |
| 1937 | O Samba da Vida                                   | Operador de camêra                 | Luiz de Barros                                                 | Jaime Costa, Manoelino Teixeira, Pinto Filho            |